# Franz Werner (General)
Franz Werner (* 14. Juli 1937 in München) ist ein deutscher Generalmajor außer Dienst des Heeres der Bundeswehr.

## Leben
Werner absolvierte 1957 das Abitur an einem humanistischen Gymnasium in Weiden in der Oberpfalz. Am 16. Oktober 1957 trat er in die Bundeswehr ein und wurde 1959 zum Leutnant befördert. Er war Gruppenführer, Zugführer, S1-Offizier, S3-Offizier und Kompaniechef im Gebirgsjägerbataillon 232 in Berchtesgaden und S3-Offizier in der Gebirgsjägerbrigade 23 in Bad Reichenhall. Von 1968 bis 1970 absolvierte er den 11. Generalstabslehrgang Heer an der Führungsakademie der Bundeswehr in Hamburg, wo er zum Offizier im Generalstabsdienst ausgebildet wurde. 1971 war er zur Generalstabsausbildung an der Indonesischen Generalstabsakademie in Bandung auf Java. Ab 1972 war er G2/G3 der Gebirgsjägerbrigade 23, von 1974 bis 1976 bis erneut 1979 Referent für Presse im Führungsstab des Heeres im Bundesministerium der Verteidigung eingesetzt. Dazwischen war er von 1976 bis 1978 Bataillonskommandeur des Panzergrenadierbataillons 113 in Cham.
Als Oberst war er vom 1. Oktober 1979 bis 31. März 1981 Chef des Stabes der 1. Gebirgsdivision der Bundeswehr. Von 1981 bis 1982 war er am United States Army War College in Carlisle. Es folgte sein Einsatz als Kabinettschef beim CINCENT (Commander in Chief, Allied Forces Central Europe – AFCENT) in Brunssum. Von Oktober 1983 bis Ende September 1986 war er Kommandeur der Gebirgsjägerbrigade 23. Ab 1. Oktober 1986 war er Chef des Stabes des II. Korps in der Kienlesberg-Kaserne in Ulm. Vom 1. April 1990 bis zum 31. März 1995 war er Divisionskommandeur der 1. Gebirgsdivision und zugleich ab 1994 Befehlshaber im Wehrbereich VI. Anschließend war er stellvertretender Kommandierender General und Kommandeur der Korpstruppen des II. Korps. Ab Mai 1996 war er GEMIL-REP-IFOR in Zagreb und Sarajevo. Zum 1. Oktober 1997 trat er in den Ruhestand.
Nach seiner Pensionierung blieb er als Berater tätig. Er war stellvertretender Direktor des George C. Marshall Centers in Garmisch-Partenkirchen.
Werner ist römisch-katholisch, verheiratet und hat drei Kinder.